# Соснові насадження (Дубенський район)
Соснові насадження — колишній об'єкт природно-заповідного фонду Рівненської області, заповідне урочище.
Заповідне урочище розташовувалося в Дубенському держлісгоспі, Смизьке лісництво, квартали 10 (виділи 2,7,8), 11 (виділи 2,3,4), 31 (виділи 3,4,7,11), 32 (виділи 6,10), 33 (виділи 1,6,8,15,17). (Дубенський район). Площа − 57 га. Утворено 1991 року.
Об'єкт скасовано рішенням Рівненської обласної ради № 322 від 5 березня 2004 року «Про розширення та впорядкування мережі природно-заповідного фонду області».. Зазначена причина скасування — всихання насаджень після хімпідсочки у віці 90-100 років.